# Lijst van opera's van Verdi
Deze pagina geeft een overzicht van de opera's van de Italiaanse componist Giuseppe Verdi (1813-1901).
| Voltooid in                                      | titel | aktes                                                            | première | libretto |
| ------------------------------------------------ | --- | ---------------------------------------------------------------- | --- | --- |
| 1839                                             | Oberto, conte di San Bonifacio                                                                                  | 2 aktes                                                          | 17 november 1839, Milaan Teatro alla Scala | Temistocle Solera, gereviseerde versie van Antonio Piazza, Rocester |
| 1840                                             | Un giorno di regno (ossia: Il finto Stanislao)                                                                  | 2 bedrijven                                                      | 5 september 1840, Milaan, Teatro alla Scala | Temistocle Solera, gereviseerde versie van Felice Romani Il finto Stanislao, zie ook: de gelijknamige opera van Vojtěch Matyáš Jírovec, gebaseerd op de komedie Le faux Stanislas (1809) van Alexandre-Vincent Pineu-Duval |
| 1841-1842                                        | Nabucodonosor (Nabucco)                                                                                         | 4 delen                                                          | 9 maart 1842, Milaan, Teatro alla Scala | Temistocle Solera naar het drama Nabucodonosor (1836) van Auguste Anicet-Bourgeois (1815-1878) en Francis Cornue (1800-1848) en Antonio Cortesi, Nabuchodonosor, ballet, (1838) |
| 1842-1843                                        | I Lombardi alla prima crociata (De Lombarden op de eerste kruistocht)                                           | 4 bedrijven                                                      | 11 februari 1843, Milaan, Teatro alla Scala | Temistocle Solera naar Tommaso Grossi, I lombardi alla prima crociata, gedicht, (1826) |
| 1844                                             | Ernani | 4 bedrijven                                                      | 9 maart 1844, Venetië, Teatro La Fenice | Francesco Maria Piave, gebaseerd op Victor Hugo's toneelstuk Hernani, ou l'Honneur Castillan (1830) |
| 1844                                             | I due Foscari (De twee Foscari’s)                                                                               | 3 bedrijven                                                      | 3 november 1844, Rome, Teatro Argentina | Francesco Maria Piave naar George Gordon Lord Byron, The two Foscari, tragedie, (1821) |
| 1844-1845                                        | Giovanna d'Arco (Jeanne d'Arc)                                                                                  | Proloog en 3 bedrijven                                           | 15 februari 1845, Milaan, Teatro alla Scala | Temistocle Solera, gedeeltelijk naar Friedrich von Schiller, Die Jungfrau von Orléans, tragedie, (1801) |
| 1845                                             | Alzira | Proloog en 2 aktes                                               | 12 augustus 1845, Napels, Teatro San Carlo | Salvatore Cammarano, naar Voltaire, Alzire, ou Les Américains, tragedie, (1736) |
| 1845-1846                                        | Attila | Proloog en 3 bedrijven                                           | 17 maart 1846, Venetië, Teatro La Fenice | Temistocle Solera en Francesco Maria Piave naar Friedrich Ludwig Zacharias Werner, Attila, König der Hunnen, tragedie, (1808) |
| 1846-1847; 2e versie: 1865                       | Macbeth | 4 bedrijven                                                      | 14 maart 1847, Florence, Teatro della Pergola; 2e versie: 21 april 1865, Parijs, Théâtre-Lyrique Impérial                                                                                        | Francesco Maria Piave en Andrea Maffei naar William Shakespeare, Macbeth, tragedie, (1605/06), in de vertaling van Carlo Rusconi, (1838); 2e versie: in de Franse vertaling van Charles Nuitter en Alexander Beaumont |
| 1847                                             | I masnadieri (De rovers)                                                                                        | 4 bedrijven                                                      | 22 juli 1847, Londen, Her Majesty's Theatre | Andrea Maffei naar Friedrich von Schiller, Die Räuber, tragedie, (1781) |
| 1847                                             | Jérusalem | 4 bedrijven                                                      | 26 november 1847, Parijs, Grand Opéra Garnier | Alphonse Royer, Gustave Vaëz, Franse vertaling van I Lombardi alla prima crociata, (1842) van Temistocle Solera |
| 1848                                             | Il corsaro (de boekanier)                                                                                       | 3 bedrijven                                                      | 25 oktober 1848, Triëst, Teatro Grande | Francesco Maria Piave, naar Lord Byron, The Corsair, gedicht, (1814) in de Italiaanse vertaling van Giuseppe Nicolini, (1846) |
| 1848                                             | La battaglia di Legnano (de strijd om Legnano) ook bekend als: L'assedio d'Arlem                                | 4 bedrijven                                                      | 27 januari 1849, Rome, Teatro Argentina | Salvatore Camarano naar François-Joseph Méry, La Bataille de Toulouse, drama, (1828) |
| 1849                                             | Luisa Miller | 3 bedrijven                                                      | 8 december 1849, Napels, Teatro San Carlo | Salvatore Cammarano naar Friedrich von Schiller, Kabale und Liebe, tragedie, (1784) en de Franse bewerking van Alexandre Dumas père, Intrigue et amour, (1847) |
| 1850                                             | Stiffelio | 3 bedrijven                                                      | 16 november 1850, Triëst, Teatro Grande | Francesco Maria Piave naar Émile Souvestre en Eugène Bourgeois, Le Pasteur ou L'Evangile et le foyer, drama, (1849) in de Italiaanse vertaling van Gaetano Vestri, (1848) |
| 1850-1851                                        | Rigoletto | 3 bedrijven                                                      | 11 maart 1851, Venetië, Teatro La Fenice | Francesco Maria Piave naar Victor Hugo, Le Roi s'amuse, drama, (1832) |
| 1852; 2e versie: 1856                            | Il trovatore; 2e versie: Le Trouvère (met ballet)                                                               | 4 bedrijven                                                      | 19 januari 1853, Rome, Teatro Apollo; 2e versie: 12 januari 1857, Parijs, Opéra Garnier | Salvatore Cammarano en Leone Emmanuele Bardare naar Antonio García Gutiérrez, El trovador, drama, (1836) Franse vertaling: Émilien Pacini |
| 1852-1853; 2e versie: 1854                       | La traviata (De verdoolde of De dolende)                                                                        | 3 bedrijven                                                      | 6 maart 1853, Venetië, Teatro La Fenice; 2e versie: 6 mei 1854, Venetië, Teatro San Benedetto | Francesco Maria Piave naar Alexandre Dumas fils, La Dame aux camélas, roman, (1848) en comédie mélée d'ariettes, (1852) |
| 1855                                             | Les vêpres siciliennes (I vespri siciliani - de Siciliaanse Vespers)                                            | 5 bedrijven                                                      | 13 juni 1855, Parijs, Opéra Garnier | Eugène Scribe en Charles Duveyrier naar Eugène Scribe, Le Duc d'Albe; Libretto oorspronkelijk voor Gaetano Donizetti, (1839) |
| 1856-1857; 2e versie: 1881                       | Simon Boccanegra                                                                                                | Proloog en 3 bedrijven                                           | 12 maart 1857, Venetië, Teatro La Fenice; 2e versie: 24 maart 1881, Milaan, Teatro alla Scala | Francesco Maria Piave en Giuseppe Montanelli naar Antonio García y Gutiérrez, Simón Bocanegra, drama, (1843); 2e versie: libretto uitgebreid door Arrigo Boito |
| 1857                                             | Aroldo | 4 bedrijven                                                      | 16 augustus 1857, Rimini, Teatro Nuovo | Francesco Maria Piave, omwerking van het eigen libretto Stiffelio |
| 1858-1859                                        | Un ballo in maschera De opera was oorspronkelijk getiteld: La vendetta in domino en was voor Napels geschreven. | 3 bedrijven                                                      | 17 februari 1859, Rome, Teatro Apollo | Antonio Somma naar Eugène Scribe, Gustave III ou Le Bal masqué; zie ook: Gustave III, ou Le Bal masqué opera van Daniel-François-Esprit Auber; de censuur verlangde een verandering van het libretto, aan die stel van de Koning Gustaaf III van Zweden trad de gouverneur van Boston |
| 1862                                             | La forza del destino (De macht van het noodlot)                                                                 | 4 bedrijven                                                      | 10 november 1862, Sint-Petersburg, Imperatorskij opernyj Mariinskij teatr; 2e versie: 27 februari 1869, Milaan, Teatro alla Scala                                                                | Francesco Maria Piave naar Ángel de Saavedra y Ramírez de Baquedano, Duque de Rivas, Don Álvaro o La fuerza del sino, drama, (1835), met een scène/(akte) uit het dramatisch gedicht Wallenstein's Lager van Friedrich von Schiller in de vertaling van Andrea Maffei; 2e versie: omgewerkt en aangevuld door Antonio Ghislanzoni                                                                       |
| 1866-1867; 2e versie: 1872; 3e versie: 1883/1886 | Don Carlos; 2e versie: Don Carlo; 3e versie: Don Carlo                                                          | 5 bedrijven; 3e versie: 4 bedrijven /; later opnieuw 5 bedrijven | 11 maart 1867, Parijs, Théâtre Impérial de l'Opéra; 2e versie: 1872, Napels, Teatro San Carlo; 3e versie: 10 januari 1884, Milaan, Teatro alla Scala / 29 december 1886, Modena, Teatro Comunale | François-Joseph Méry, Camille Du Locle naar Friedrich von Schiller, Don Karlos, Infant von Spanien, dramatisch gedicht, (1787) en Eugène Cormon (eigenlijk: Pierre-Étienne Piestre), Philippe II roi d'Espagne, drama (1846); 2e versie: Italiaanse vertaling van Achille de Lauzières-Thémines; 3e versie: Camille Du Locle Italiaanse vertaling van Achille de Lauzières-Thémines en Angelo Zanardini |
| 1871                                             | Aida | 4 bedrijven                                                      | 24 december 1871, Caïro, Dar Elopera Al Misria; licht omgewerkte versie: 8 februari 1872, Milaan, Teatro alla Scala; Franse versie met ballet: 22 maart 1880, Parijs, Opéra Garnier              | Camille Du Locle en de componist (scènarium), Antonio Ghislanzoni (tekst), naar een ontwerp van de egyptoloog Auguste Mariette Bey, (1869) |
| 1886                                             | Otello | 4 bedrijven                                                      | 5 februari 1887, Milaan, Teatro alla Scala; Frans omgewerkte versie met ballet: 12 oktober 1894, Parijs, Opéra Garnier                                                                           | Arrigo Boito naar William Shakespeare Othello or The Moore of Venice, tragedie, (1604/05); Franse versie in de vertaling van Arrigo Boito en Camille du Locle |
| 1892-1893                                        | Falstaff | 3 bedrijven                                                      | 9 februari 1893, Milaan, Teatro alla Scala; licht omgewerkte versie: 15 april 1893, Rome, Teatro Costanzi; verder omgewerkte Franse versie: 18 april 1894, Parijs, Opéra-Comique                 | Arrigo Boito naar William Shakespeare, The Merry Wives of Windsor, komedie, (1600/01), en King Henry IV, historisch drama, (1597/98) |